# Sakimichan
sakimichan（サキミチャン）というペンネームで知られているユエ・ワング（Yue Wang、1991年6月18日 - ）は、カナダのデジタルアーティスト。ディズニープリンセスなどの著名なキャラクターの性別を転換させることで知られている。

## 経歴
2012年に3Dアニメーションを学んだドーソン・カレッジを卒業した後、ジュニアコンセプトアーティストとしてバイオウェアに入社し、Mass Effect: Andromedaのデザインに短期間携わった。